# Arcanjo da Silva
Arcanjo da Silva ist ein osttimoresischer Politiker und Wirtschaftsexperte.

## Werdegang
Von  1987 bis 1992 arbeitete Silva im Coffee Rehabilitation Project der indonesischen Besatzungsregierung mit.
Silva studierte von 1995 bis 1998 an der Hasanuddin-Universität in Makassar, wo er einen Bachelor in Agrarökonomie erhielt, und an der University of Queensland von 2001 bis 2003, die er mit einem Master in Management und Politik für Natürlichen Ressourcen beendete.
Von 2003 bis 2005 war Silva dann Nationaldirektor im Landwirtschafts- und Fischereiministerium Osttimors. Am 26. Juli 2005 wurde er in der I. konstitutionelle Regierung Osttimors  zum Vizeminister für Entwicklung ernannt. Mit Abtritt von Premierminister Alkatiri und dem Antritt von José Ramos-Horta am 14. Juli 2006 wurde Silva zum Minister für Entwicklung befördert. Das Amt behielt Silva auch unter den folgenden Premierminister Estanislau da Silva, dessen Regierung bis zum 8. August 2007 amtierte.
Arcanjo da Silva begann für die Deutsche Gesellschaft für Technische Zusammenarbeit (GTZ) als stellvertretender Projektmanager und als Senior Technical Consultantzu arbeiten. Hier blieb er, bis er 2015 Executive Director von TradeInvest Timor-Leste wurde, dem staatlichen Institut für die Bewerbung von Investitionen und Exporten, wo er auch heute noch arbeitet (Stand 2020).